# فرکانس‌های شبکه سلولی
فرکانس‌های شبکه سلولی مجموعه‌ای از محدوده‌های فرکانس در باند فرکانس فرابالا هستند که برای اتصال دستگاه‌های همراه سازگار با شبکه سلولی، مانند تلفن‌های همراه، به شبکه‌های سلولی اختصاص داده شده‌اند.  اکثر شبکه‌های سلولی همراه در سراسر جهان به منظور انتقال و دریافت سیگنال‌های خود، بخش‌هایی از طیف فرکانس رادیویی را که به خدمات همراه اختصاص داده شده استفاده می‌کنند. باندهای خاص ممکن است با سایر خدمات ارتباط رادیویی، به عنوان مثال، سرویس پخش ، و عملیات سرویس ثابت به اشتراک گذاشته شوند.

## مقدمه
فرکانس‌های رادیویی مورد استفاده برای شبکه‌های سلولی در مناطق آی‌تی‌یو (آمریکا، اروپا، آفریقا و آسیا) متفاوت است. اولین استاندارد تجاری برای اتصال همراه در ایالات متحده ای‌ام‌پی‌اس و در باند فرکانسی 800 مگاهرتز بود. در کشورهای اسکاندیناوی اروپا، اولین شبکه خودکار همراه گسترده بر پایه استاندارد NMT-450 پیاده‌سازی شد که در باند 450 مگاهرتز فعالیت می‌کرد. با محبوب‌تر و مقرون به صرفه‌تر شدن تلفن‌های همراه، ارائه‌دهندگان تلفن همراه نیز با مشکل منابع مواجه شدند. زیرا نمی‌توانستند به تعداد فزاینده مشتریان خدمات ارائه دهند. آنها باید شبکه‌های موجود خود را توسعه می‌دادند و در نهایت استانداردهای جدیدی را که اغلب بر روی فرکانس‌های دیگر است معرفی می‌کردند. برخی از کشورهای اروپایی (و ژاپن) تَکس را پیاده‌سازی کردند که در باند 900 کار می‌کرد. استاندارد جی‌اس‌ام که در اروپا مصمم بود NMT-450 و سایر استانداردها را جایگزین کند نیز در ابتدا از باند 900 مگاهرتز استفاده می‌کرد. با افزایش تقاضا، شرکت های حامل خدمات مخابراتی مجوزهای باند 1800 مگاهرتز را دریافت کردند. به طور کلی، فرکانس‌های پایین‌تر به اپراتورها اجازه می‌دهند تا یک منطقه وسیع‌تر را پوشش دهند، در حالی که فرکانس‌های بالاتر امکان ارائه خدمات را به تعداد مشتریان بیشتر را در منطقه کم‌وسعت‌تر مهیا می‌کنند.)
در ایالات متحده، استاندارد ای‌ام‌پی‌اس آنالوگ که از باند شبکه سلولی (800 مگاهرتز) استفاده می‌کرد، با تعدادی از سیستم دیجیتال جایگزین شد. در ابتدا سیستم‌های مبتنی بر مدل تلفن همراه ای‌ام‌پی‌اس، از جمله IS-95 (که غالباً به خاطر فناوری رابط هوایی استفاده شده در آن با عنوان " CDMA " شناخته می‌شود) و IS-136 (اغلب با نام‌های دی-ای‌ام‌پی‌اس، دیجیتال ای‌ام‌پی‌اس، یا به خاطر فناوری رابط هوایی استفاده شده در آن "TDMA" خوانده می‌شود) خیلی فراگیر و محبوب بودند. ولی اکثر اپراتورها در ادامه، IS-136 در این فرکانس‌ها را با جی‌اس‌ام جایگزین کردند. تا قبل از این زمان، جی‌اس‌ام تا مدت‌ها بر روی فرکانس‌های تجهیزات سرویس مخابرات شخصی (1900 مگاهرتز) در ایالات متحده در حال اجرا بود.
پس از آن برخی از شبکه‌های NMT-450 آنالوگ با شبکه های دیجیتال با همان فرکانس جایگزین شدند. در روسیه و برخی از کشورهای دیگر، حامل‌های مخابراتی محلی مجوز فرکانس 450 مگاهرتز را برای ارائه پوشش سیار CDMA دریافت کردند .
بسیاری از تلفن های جی‌اس‌ام به طور همزمان از سه باند (900/1800/1900 مگاهرتز یا 850/1800/1900 مگاهرتز) یا چهار باند (850/900/1800/1900 مگاهرتز)پشتیبانی می کنند، و معمولاً به عنوان تلفن های تجهیزات چندباندی یا تلفن‌های جهانی شناخته می‌شوند. با چنین تلفنی می‌توان بدون نیاز به تغییر دستگاه به سفرهای بین المللی اقدام کرد. ولی این قابلیت حمل در گوشی‌های IS-95 چندان امکان‌پذیر نیست، زیرا که شبکه های IS-95 در بیشتر مناطق اروپا وجود ندارند.
شبکه‌های تلفن همراه با استانداردهای متفاوت ممکن است از محدوده فرکانسی یکسانی استفاده کنند. به عنوان مثال، ان-ای‌ام‌پی‌اس، دی-ای‌ام‌پی‌اس، و IS-95 همگی از باند فرکانسی 800 مگاهرتز استفاده می‌کنند. علاوه بر این، می‌وان هر دو شبکه AMPS و IS-95 را در یک فرکانس در یک منطقه پیدا کرد که با یکدیگر تداخل ندارند. این امر با استفاده از کانال‌های مختلف برای انتقال داده به دست می‌آید. فرکانس واقعی استفاده شده توسط یک تلفن خاص می‌تواند از مکانی به مکان دیگر متفاوت باشد، که کاملاً به تنظیمات ایستگاه پایه شرکت مخابراتی بستگی دارد.

## مشاهدات بیشتر
- باندها بر اساس تکنولوژی:
  - باندهای فرکانسی GSM
  - باندهای فرکانسی UMTS
  - باندهای فرکانسی LTE
  - باندهای فرکانسی 5G NR
  - باندهای فرکانسی CDMA
- شبکه های مستقر شده توسط فناوری
  - لیست شبکه های 5G NR
  - لیست شبکه های LTE
  - لیست شبکه های UMTS
  - لیست شبکه های CDMA2000
  - لیست شبکه های وایمکس
- فرکانس های سلولی در ایالات متحده
- لیست اپراتورهای شبکه تلفن همراه (خلاصه)
- کد کشور تلفن همراه - کد، فرکانس و فناوری برای هر اپراتور در هر کشور

مقالات دیگر:
- رومینگ
- دو بانده
- سه باند
- چهار باند
- مایکروویو (ریزموج)